# آقاخان چهارم
شاه کریم الحسینی (۱۳ دسامبر ۱۹۳۶ – ۴ فوریهٔ ۲۰۲۵) مشهور به آقاخان چهارم یا کریم آقاخان، چهل و نهمین امام شیعیان اسماعیلیه بود. نسب او از طریق علی بن ابی‌طالب و فاطمه زهرا به محمد، پیامبر اسلام می‌رسید. به اعتقاد نزاریه، وی پس از پدربزرگ خود آقاخان سوم در ۲۰ سالگی و در ۱۱ ژوئیهٔ ۱۹۵۷ به امامت رسید. وی دانش‌آموختهٔ دانشگاه هاروارد در رشته تاریخ اسلام بود.
پدربزرگ او، آقاخان سوم در خاطرات خود آورده‌است که شیعیان پس از رحلت پیامبر اسلام نیاز به هدایت الهی دارند که این نیاز توسط نهاد امامت برآورده شد. آقاخان امام عصر اتم است. آقاخان سوم در خاطرات خود ادعا کرده‌است که این قدرت هدایت و رهبری الهی را داشته‌است.
کریم آقاخان بازرگان بود و شهروندی مضاعف بریتانیا و پرتغال را داشت. وی پرورش‌دهندهٔ اسب مسابقه بود.
دارایی خالص آقاخان ۱۳٫۳ میلیارد دلار برآورد شده‌است. در سال ۲۰۰۸ مجله فوربز ثروت آقاخان ۱ میلیارد دلار برآورد کرد و او را به عنوان یکی از پانزده شخص ثروتمند پادشاهی جهان معرفی کرد. او بنیان‌گذار و رئیس شبکهٔ توسعه آقاخان، یکی از بزرگ‌ترین شبکه‌های توسعهٔ خصوصی در جهان بود.
کریم آقاخان نخستین رهبر مذهبی بود که در جلسهٔ مشترک مجلس کانادا در ۲۷ فوریهٔ ۲۰۱۴ سخنرانی کرد.

## آغاز زندگی و تحصیل
کریم پسر ارشد شاهزاده علی‌خان (۱۹۱۱–۱۹۶۰) و همسر نخست او، شاهزاده تاج‌الدین آقاخان (با نام پیشین جوآن یارد بولر دختر جان یارد بولر) (۱۹۰۸–۱۹۹۷) سومین بارون چرستون از بریتانیا بود.
کریم در ۱۳ دسامبر ۱۹۳۶ در ژنو، سوئیس زاده شد. برادر او امین آقاخان یک سال پس از آن زاده شد. شاهزاده علی‌خان مدّت کوتاهی بعد با بازیگر آمریکایی ریتا هیورث ازدواج کرد که از او دختری به نام پرنسس یاسمین آقاخان دارد.
کریم همچنین یک برادر ناتنی به نام پاتریک بنجامین گینس (۱۹۳۱–۱۹۶۵) از نخستین ازدواج مادرش داشت. زیرا جوآن یارد بولر قبلاً با لوئل گینس، یکی از اعضای خانوادهٔ بانکدار گینس ازدواج کرده‌بود.
کریم دوران کودکی را در نایروبی، کنیا گذراند. تحصیلات اولیه او خصوصی بود. بعداً ۹ سال را در دبیرستان له‌روزه سوئیس (گران‌ترین مدرسهٔ شبانه‌روزی جهان و همان مدرسه محمدرضا پهلوی) درس خواند و در نهایت با «نمرات منصفانه» به پایان رساند.
وی در جوانی ترجیح می‌داد در دانشگاه ام‌آی‌تی و در رشتهٔ علوم تحصیل کند. اما پدربزرگ او، آقاخان سوم این تصمیم را وتو کرد و شاهزاده کریم به دانشگاه هاروارد رفت و در آنجا به عضویت باشگاه دلفیک انتخاب شد و در رشتهٔ تاریخ اسلام تحصیل کرد.

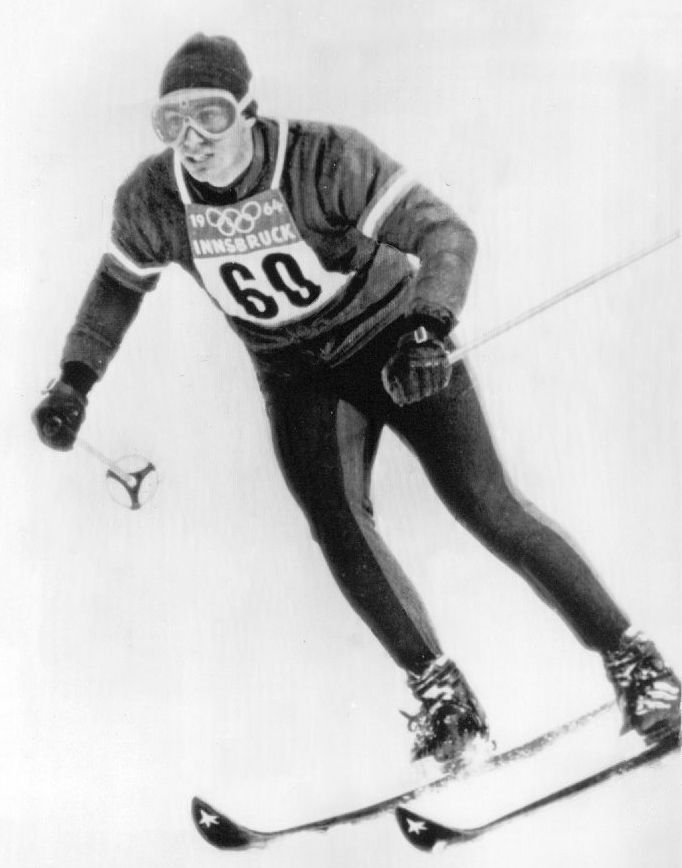
اسکی آقاخان چهارم برای ایران در المپیک زمستانی ۱۹۶۴

هنگامی که پدربزرگ او درگذشت، کریم با این‌که جوان و دانشجو بود به مقام آقاخان (چهارم) و جایگزینی پدربزرگش به عنوان امام نزاری منسوب شد. او در اینباره گفت: «یک شبه همه زندگی من به کلی تغییر کرد. با مسئولیت‌های جدی در قبال میلیون‌ها انسان دیگر از خواب بیدار شدم. می‌دانستم که باید امید خود را برای تحصیل در مقطع دکترای تاریخ رها کنم.» او در سال ۱۹۵۹ دو سال پس از امامت اسماعیلیان نزاری با مدرک لیسانس هنر در تاریخ از دانشگاه هاروارد دانش‌آموخته شد.
آقاخان جوان یک اسکی‌باز مسابقه‌ای در سراشیبی بود و در المپیک زمستانی ۱۹۶۴ برای ایران مسابقه داد.

## ازدواج‌ها و خانواده
آقاخان در سال ۱۹۶۹ با مدل سابق بریتانیایی، سارا فرانسیس کروکر پول ازدواج کرد که پس از ازدواج با او نام بیگم سلیمه آقاخان را به خود گرفت. سارا فرانسیس، یک بار طلاق گرفته بود. او پیشتر با لرد جیمز چارلز کرایتون استوارت، پسر جان کرایتون استوارت، پنجمین مارکز بوته ازدواج کرده بود. مراسم عقد آنها در ۲۲ اکتبر ۱۹۶۹ (مدنی) و ۲۸ اکتبر ۱۹۶۹ (مذهبی) در خانهٔ کریم آقاخان در پاریس برگزار شد. در سال ۱۹۸۴ آقاخان و بیگم سلیمه زندگی جداگانه‌ای را آغاز کردند. آقاخان و بیگم سلیمه با هم یک دختر و دو پسر، زهرا آقاخان (زاده ۱۸ سپتامبر ۱۹۷۰)، رحیم آقاخان (زاده ۱۲ اکتبر ۱۹۷۱) و حسین آقاخان (زاده ۱۰ آوریل ۱۹۷۴) داشتند. آنها یازده سال بعد در سال ۱۹۹۵ از هم طلاق گرفتند.
در ۳۰ مه ۱۹۹۸ آقاخان برای دومین بار در محوطهٔ قلعهٔ خود در ایگلمانت در گوویو، فرانسه با گابریل رناته تیسن (هنگام عروسی نام بیگم اینارا آقاخان را به خود گرفت) ازدواج کرد. گابریل که در سال ۱۹۶۳ از پدر و مادری کارآفرین آلمانی کاتولیک زاده شده بود، بیست و هفت سال از آقاخان کوچک‌تر بود. او قبلاً با شاهزاده کارل امیچ از لاینینگن ازدواج کرده بود و از او یک دختر به نام ترزا داشت. دو سال پس از ازدواج، آقاخان با تولد پسری به نام علی محمد آقاخان (زاده ۷ مارس ۲۰۰۰) در ۶۴ سالگی دوباره پدر شد. در ۸ اکتبر ۲۰۰۴ پس از شش سال ازدواج، اعلامیه‌ای منتشر شد که آقاخان و بیگم اینارا طلاق خواهند گرفت. در سپتامبر ۲۰۱۱ هفت سال بعد، توافقنامهٔ طلاق بین آن‌ها در دادگاه‌های فرانسه نهایی و مبلغ طلاق در مارس ۲۰۱۴ توافق شد.
القاب شاهزاده و شاهدخت توسط آقاخان و فرزندانشان به‌دلیل تبارشان از فتحعلی‌شاه، شاه ایران قاجاری، استفاده می‌شود. این عنوان به‌طور رسمی توسط دولت بریتانیا در سال ۱۹۳۸ به رسمیت شناخته شد.

## تاریخچه عنوان آقاخان
در مراحل آخر جنگ اول افغانستان و بریتانیا، آقاخان اول و سواره نظام وی به ژنرال نات و ژنرال انگلند کمک کردند. بخاطر تلاش‌های وی در خدمت به گسترش امپراتوری بریتانیا، راج بریتانیا او را به عنوان شاهزاده شناخت. بریتانیایی‌ها به سران قبایل محلی دیگری که به آن‌ها خدمت می‌کردند، چنین عنوانی را داده بودند. ولی آقاخان استثنا بود. چون نه‌تنها یک رئیس محلی خدمتگزار بود بلکه ادعای وی در مورد رهبری یک مذهب اسلامی مهم بود. چون کنترل و حمایت از رئیس یک مذهب شیعی می‌توانست به سود بریتانیا باشد. برای نمونه می‌توانست از این اهرم برای مهار امپراتوری عثمانی که توسط اهل سنت، خلیفه مسلمین شناخته می‌شد، استفاده کند. به همین منظور به او لقب شاهزاده دادند و به او کمک کردند که مطابق با تصمیم دیوان عالی بمبئی در سال ۱۸۶۶ عنوان امام اسماعیلیه را مختص خود کند و در سال ۱۸۸۷ وزیر امور خارجه هند به نمایندگی از حکومت هند بریتانیا، به‌طور رسمی عنوان آقاخان را برای او به رسمیت شناخت.

## رسیدن به امامت اسماعیلی نزاری
شاهزاده کریم در پی درگذشت پدربزرگش آقاخان سوم، در ۲۰ سالگی، چهل و نهمین امام اسماعیلیان نزاری و آقاخان چهارم شد. با اینکه پدرش، شاهزاده علی‌خان و عمویش صدرالدین آقاخان در خط مستقیم جانشینی بودند. آقاخان سوم در وصیت‌نامه خود دلیل برگزیدن بزرگ‌ترین نوهٔ پسری‌اش به عنوان جانشین خود را (که برای دومین بار در سلسلهٔ امامت اسماعیلی نزاری رخ می‌داد که نوهٔ امام قبلی به جای یکی از پسران او امام بعدی شود) توضیح داد:
با نگاه به شرایط به‌طور بنیادین دگرگون‌شدهٔ جهان که بسیاری از تغییرات را موجب شده از جمله اکتشافات فیزیک اتمی، متقاعد شده‌ام که بیش از همه به نفع جماعت اسماعیلی نزاری است که یک مرد جوان که در سالیان اخیر و در میانهٔ عصر نوین بالیده و رشد یافته، نگرش و زندگی مناسب به زمان را به امامت می‌آورد، جانشین من شود.
آقاخان چهارم در پرتوی وصیت پدربزرگ خود گاهی از سوی اسماعیلیان نزاری به عنوان «امام عصر هسته‌ای» موسوم شد. وصیت آقاخان سوم اضافه کرد که آقاخان بعدی، در سال‌های نخست امامت خود باید برای راهنمایی در امورات کلی مربوط به امامت به بیگم آقاخان سوم رجوع کند.

## امامت اسماعیلی نزاری

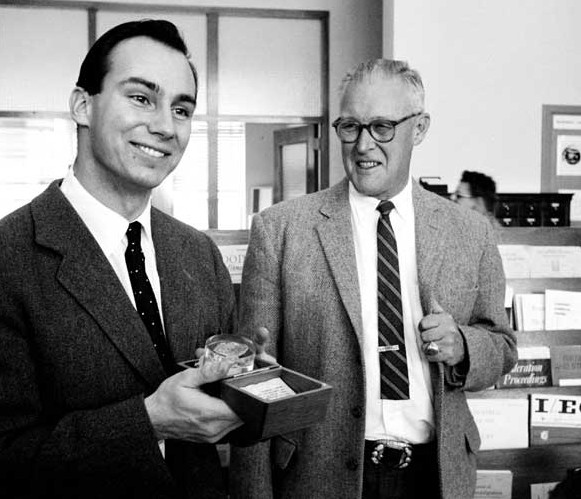
آقاخان چهارم در حال دریافت ترینیتایت، باقیماندهٔ انفجار نخستین بمب هسته‌ای، هنگام بازدید از آزمایشگاه ملی لس آلاموس (۱۹۵۹)

آقاخان چهارم پس از عهده‌دار شدن جایگاه امامت، اظهار داشت که قصد دارد به کاری که پدربزرگش، آقاخان سوم در ساختن نهادهای مدرن برای بهبود کیفیت زندگی اسماعیلیان نزاری پی گرفته بود، ادامه دهد. مراسم تخت‌نشینی در مکان‌های متعدد در طول سال‌های ۱۹۵۷ و ۱۹۵۸ رخ دادند. آقاخان در این زمان به پیروانش بر اهمیت رشد روابط مثبت با قومیت‌های متفاوت تأکید کرد، این پیام در زمانی منتشر شد که در شرق آفریقا بین سیاهان و آسیای جنوبی‌ها نژادپرستی شدیدی وجود داشت. در مراسم تخت‌نشینی آقاخان در شبه‌قاره هند او بر تعهد خود برای بهبود کیفیت زندگی اسماعیلیان نزاری تأکید و همکاری با افراد دیگر ادیان را تشویق کرد.

## ثروت و منابع مالی
آقاخان از ثروتمندترین سرمایه‌داران مسلمان بود. او در یک قصر قدیمی در فرانسه زندگی می‌کرد. وی مالک یک جزیره خصوصی در باهاما، یک جت شخصی، صدها اسب مسابقه‌ای، شماری مزرعه اصلاح نژاد، یک باشگاه اختصاصی قایق‌رانی بادبانی در جزیره ساردینیا و یک قصر باشکوه در نزدیکی پاریس بود. او سرمایه زیادی را در نقاط فقیر و دورافتاده جهان خرج کرد که از تجارت کالاهای اساسی چون تور ماهیگیری، کبریت و کیسه پلاستیکی گرفته تا پروژه‌های بزرگی همچون ساخت یک سیستم نیروگاه برق‌آبی ۷۵۰ میلیون دلاری با همکاری چند شرکت نیروگاهی در اوگاندا را در بر می‌گیرد.
آقاخان همچنین تلاش داشت تا چهره‌ای عقلانی و صلح‌آمیز از اسلام نشان دهد و از منابع مالی و سرمایه‌های خود برای ترویج توسعهٔ پایدار در کشورهای در حال توسعه و مردمان فقیر آن‌ها بهره می‌جست. بخشی از ثروت شخصی آقاخان که به گفته مشاوران او در سال ۲۰۰۷ بیش از یک میلیارد دلار بود از عشریه‌هایی تأمین می‌شد که ۱۵ میلیون پیرو مذهب اسماعیلیه در سراسر جهان به او می‌پرداختند. وی در مورد مبلغ این عشریه‌ها سکوت اختیار می‌کرد. اما احتمالاً در هر سال به صدها میلیون دلار می‌رسید. وی از سال ۱۹۵۷ میلادی (۱۳۳۵ خورشیدی) که به جانشینی پدربزرگش تعیین شد، به عنوان امام وقت مسلمانان شیعه اسماعیلی، اختیار تام مدیریت منابع مالی امامت (شامل نذورات و وجوهات دینی) را نیز به عهده گرفت. او از آن زمان تا هنگام مرگ، این سرمایه‌ها را در حدود ۹۰ بنگاه تجاری سرمایه‌گذاری کرد که در مجموع ۳۶ هزار کارمند در آنها مشغول بودند. صندوق توسعه اقتصادی آقاخان، بزرگ‌ترین و تنها نهاد درآمدزا در شبکه توسعه آقاخان است که شامل هتل‌های زنجیره‌ای سرنا، گروه رسانه‌ای نیشن در آفریقای شرقی، چند شرکت مخابراتی و یک خط هواپیمایی از جمله آن‌ها است. اما بیشتر آن‌ها بنگاه‌های تجاری کوچک و متوسط در آسیای میانه و آفریقای جنوب صحرا هستند.

## ورزش

### اسکی
آقاخان در جوانی در رشتهٔ اسکی مسابقه می‌داد و در المپیک زمستانی ۱۹۶۴ در اینسبروک، اتریش به نمایندگی از ایران در سه رشته اسکی سرعت، مارپیچ و مارپیچ بزرگ شرکت کرد. او یکی از چهار ورزشکار ایران در این المپیک بود و در اسکی سرعت، رتبه پنجاه‌ونهم، در اسکی مارپیچ در دور اول، رتبه شصت و هفتم، دور دوم رتبه سی‌اُم و در اسکی مارپیچ بزرگ رتبه پنجاه و سوم شد.

### اسب‌سواری
کریم آقاخان پرورش‌دهنده اسب معروف شِرگار بود که زمانی پرآوازه‌ترین و ارزشمندترین اسب مسابقه در جهان بود. این اسب در سال ۱۹۸۳ در ایرلند ربوده شد و هرگز پیدا نشد. او همچنین با اسب‌های دیگری نیز به چند پیروزی رسید.

## شبکهٔ توسعه آقاخان

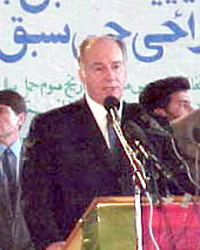
آقاخان چهارم در سال ۲۰۰۲

کریم آقاخان، بنیان‌گذار مؤسسه مطالعات اسماعیلی، مرکز جهانی کثرت‌گرایی، دانشگاه آسیای میانه و دانشگاه آقاخان بود. جایزه معماری آقاخان، جایزه موسیقی آقاخان و جایزه محیط زیست آقاخان از دیگر اقدامات وی بودند.
وی بنیان‌گذار و رئیس شبکهٔ توسعهٔ آقاخان بود. فعالیت شبکهٔ او در کشورهای در حال توسعه است و از کشورهای آلمان و کانادا عناوین افتخاری دریافت کرده است.
رئیس‌جمهور پرتغال در طی مراسم اعطای نخستین جایزهٔ موسیقی آقاخان در لیسبون در ۳۱ مارس ۲۰۱۹ اعلام کرد که دولت پرتغال به او شهروندی پرتغال را اعطا کرده‌است. از سال گذشته، پس از امضای توافق‌نامه‌ای میان دولت پرتغال و امامت اسماعیلی، مسند امامت اسماعیلی با عنوان دیوان امامت اسماعیلی، پایگاهی دائمی در لیسبون، پرتغال دارد. روند نهایی شدن این پیمان، نزدیک به ۵ سال به طول انجامید و از سوی مجلس پرتغال تصویب شد. این پیمان همانند قراردادی است که دولت سکولار غربی با کلیسای کاتولیک رم تنها قرارداد.

## درگذشت
کریم آقاخان در تاریخ روز سه شنبه ۴ فوریه ۲۰۲۵ در سن ۸۸ سالگی، در لیسبون پرتغال درگذشت. مراسم وداع با پیکر او روز شنبه  ۸ فوریه در مرکز اسماعیلیان در لیسبون برگزار شد. سپس پیکر او برای خاکسپاری در مقبره خانوادگی در شهر اسوان مصر به این کشور منتقل شد. سلطان محمد شاه ملقب به آقا خان سوم (پدر بزرگ کریم آقاخان) در این مقبره خاک شده است.   

## جانشینی
شبکه توسعه آقا خان از جمله نهادهایی است که توسط خود کریم آقاخان در زمان زندگی او تأسیس شده بود. این شبکه پس از درگذشت وی، ضمن تسلیت به خانواده او و اسماعیلیان در سراسر جهان، اعلام کرد که جانشین کریم آقاخان به زودی به جامعهٔ اسماعیلیان معرفی خواهد شد. پس از گشودن وصیت نامه امام چهل و نهم، شاهزاده رحیم آقاخان مطابق نص به عنوان امام پنجاهم و آقاخان پنجم تعیین شد.